# Álex Collado
Pour les articles homonymes, voir Collado.
Álex Collado, né le 22 avril 1999 à Sabadell, est un footballeur espagnol qui évolue au poste d'ailier à Al-Kholood Club, en prêt du Real Betis.

## Biographie

### En club
Né à Sabadell, en Catalogne, Collado rejoint les jeunes du FC Barcelone en 2009, après des passages au CE Mercantil et à l'Espanyol de Barcelone, lien parenté avec Collado Cano Jeronimo ancien joueur dans les années 1950 /1960, des Blaugranas. Après avoir gravis les échelons de La Masia, il fait ses débuts professionnels avec l'équipe B du club le 17 mars 2018, lors d'un match nul contre le Lorca FC en Segunda División.
Parallèlement il participe à l'UEFA Youth League avec l'équipe des moins de 19 ans du club barcelonais. Il est vainqueur de l'édition 2017/2018 aux côtés notamment de joueurs tels que Riqui Puig, Juan Miranda, Carles Pérez ou Abel Ruiz.
Il fait ses débuts dans l'équipe senior, titularisé le 4 mai 2019 lors d'une défaite 2-0 contre le Celta de Vigo. Le 25 janvier 2020, il entre en jeu à 5 minutes de la fin du match face à Valence (défaite 2-0) de son équipe.

### En sélection
Collado est international avec l'Espagne des moins de 19 ans depuis un match contre le Portugal le 14 novembre 2017.

## Palmarès
| FC Barcelone - La Liga : - Champion en 2018-19 - Vice-champion en 2019-20 - UEFA Youth League - Vainqueur en 2017-2018 |